# Lenny Platt
Lenny Platt (Filadelfia, 25 luglio 1984) è un attore statunitense.

## Biografia
Ha origini dominicane. 
Si trasferisce in Florida all'età di 12 anni per poi laurearsi all'Università della Florida nel 2006.

## Filmografia

### Cinema
- Very Good Girls, regia di Naomi Foner (2013)
- Bowline, regia di Jordan Fein - cortometraggio (2016)

### Televisione
- Una vita da vivere (One Life to Live) – serie TV, 180 episodi (2008-2012)
- Blue Bloods – serie TV, episodi 3x19 (2013)
- Law & Order - Unità vittime speciali (Law & Order: Special Victims Unit) – serie TV, episodi 14x20 (2013)
- Le regole del delitto perfetto (How to Get Away with Murder) – serie TV, 5 episodi (2014-2015)
- Gotham – serie TV, episodi 2x4-2x5 (2015)
- The Adversaries, regia di Stephen Cragg – film TV (2015)
- Quantico – serie TV, 10 episodi (2016)
- Perfect Citizen, regia di Paris Barclay – film TV (2017)
- The Hot Zone - Area di contagio (The Hot Zone) – miniserie TV, 6 episodi (2019)
- NCIS: New Orleans – serie TV, episodi 6x3-6x16 (2019-2020)

## Doppiatori italiani
Nelle versioni in italiano delle opere in cui ha recitato, Lenny Platt è stato doppiato da:
- Emanuele Ruzza in Blue Bloods (ep. 3x19), Gotham
- Marco Vivio in Quantico, NCIS: New Orleans
- Raffaele Carpentieri ne Le regole del delitto perfetto
- Alessandro Capra in Blue Bloods (ep. 14x04)